# Tierpark und Fossilium Bochum
Koordinaten: 51° 29′ 26″ N, 7° 13′ 38″ O
Unter Tierpark und Fossilium Bochum firmiert der Zoo der Stadt Bochum. Der 1,9 Hektar umfassende Tierpark liegt im Stadtpark und zeigt rund 3900 Tiere in gut 330 Arten.
In unmittelbarer Nähe befinden sich weitere Ausflugsziele wie das Deutsche Bergbau-Museum und das Planetarium Bochum.

## Geschichte

Der Tierpark im Jahr 1938

Die Anfänge des Bochumer Tierparks gehen auf die Gründung des Vereins Bochumer Tierparkfreunde e. V. am 3. März 1933 zurück. Noch im selben Jahr entstanden im Stadtpark am Bismarckturm die ersten Tiergehege für Hirsche, Schafe und Greifvögel. Die Eröffnung erfolgte am 12. Juli 1933. Es folgten Affen-, Vogel- und Exotenhaus. 1939 kamen die Bärenschlucht und ein Aquarienhaus hinzu. Von den 300 zur Schau gestellten Tierarten entfielen damals bereits 100 auf Fische. Das Aquarienhaus galt als mustergültige und sehenswerte Anlage.
Schulen nutzten den Tierpark zur Ergänzung des Biologie- und Zeichenunterrichts. Im Auftrag der Vogelschutzwarte Helgoland beringte der Tierpark Vögel. Im Zweiten Weltkrieg wurde der Tierpark während des Battle of the Ruhr im Mai und Juni 1943 schwerbeschädigt. Nur einige Gebäude überstanden, der Betrieb musste aber eingestellt werden. Die letzten verbliebenen Tiere wurden am 24. Juni 1943 an den Zoo Wuppertal und die Vogelwarte Essen abgegeben.
Der Neuanfang begann mit der Raubtier-Dompteurin Lotte Walther, die auf dem Tierparkgelände Winterquartier bezog und die Hälfte der Einnahmen aus einer Tierschau für den Wiederaufbau des Tierparks zur Verfügung stellte. Der Verein Bochumer Tierparkfreunde konstituierte sich neu. Heimische Tiere sollten den Schwerpunkt des in der Fläche um das Doppelte erweiterten neuen Tierparks bilden. Besondere tiergärtnerische Erfolge wurden mit der Aufzucht von Limikolen, Lummen und Basstölpeln erzielt.

## Tierpark heute

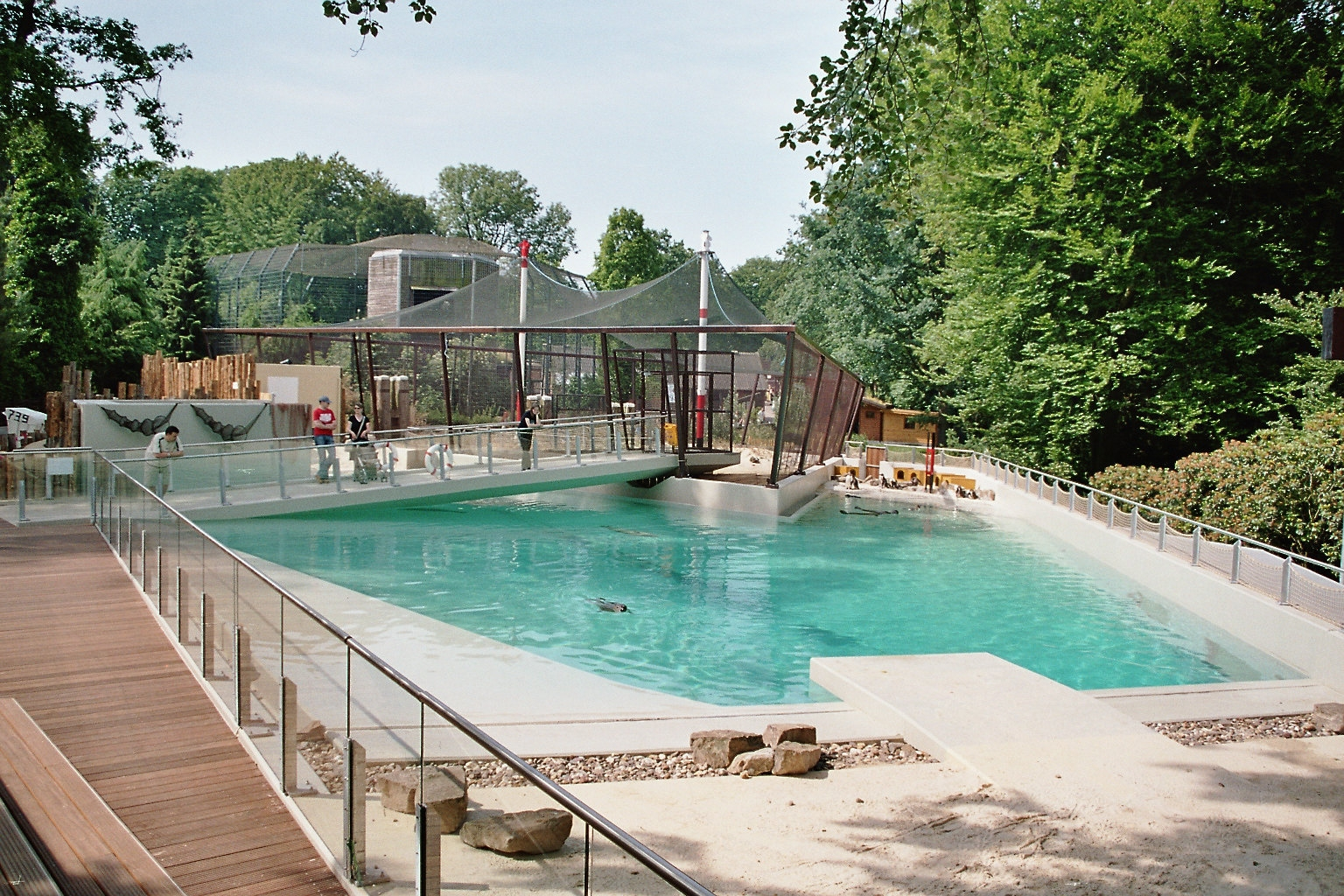
Nordseewelten-Anlage

Von 1973 bis 2012 leitete Eduard Stirnberg die Entwicklung des Bochumer Tierparks. Unter seiner Regie wurde der Tierpark zu einem relativ kleinen und nach wissenschaftlichen Grundsätzen geführten Zoo, in dem nunmehr ein Querschnitt der gesamten Tierwelt gezeigt wird. 1983 erfolgte der Neubau des Betriebs- und Wirtschaftsgebäudes. 1988 folgte der Bau eines Aquarien- und Terrarienhauses mit einem 170.000 Liter fassenden Korallenriffbecken für Schwarzspitzen-Riffhaie als Höhepunkt. Nach Erwerb der Fossiliensammlung Helmut Leich mit über 400 Versteinerungen aus dem Solnhofener Jura wurde 1996 das Fossilium fertiggestellt.
Am 3. Juni 2006 öffneten die Nordseewelten. Zu diesem Komplex gehört neben zwei Nordsee-Themenaquarien ein 565.000 Liter fassendes Becken für Seehunde und Humboldt-Pinguine, in denen beide Arten durch großzügige Unterwasserscheiben in klarem Meerwasser beobachtet werden können. Angegliedert ist eine begehbare Voliere für Kampfläufer, Rotschenkel, Säbelschnäbler sowie Löffler und Kiebitze, mit der der Tierpark Bochum an frühere Erfolge anknüpft.
Im Frühjahr 2012 folgten weitere Umbauten des Parks, in deren Rahmen neue Gehege für Nasenbären, Kattas, Weißbüschelaffen, Flamingos, Erdmännchen und Totenkopfaffen erbaut wurden. Die Besucher werden nun in einer neuen gläsernen Eingangshalle begrüßt, die sich an das Aquarienhaus anschließt. Die Bienenwelten dienen vielen Schulklassen als Lehrplatz und der Weiterbildung von Imkern aus dem Ruhrgebiet. Die interaktive Ausstellung sowie ein echtes Bienenvolk bringen Besuchern die Besonderheiten dieses wichtigen Insekts anschaulich näher.

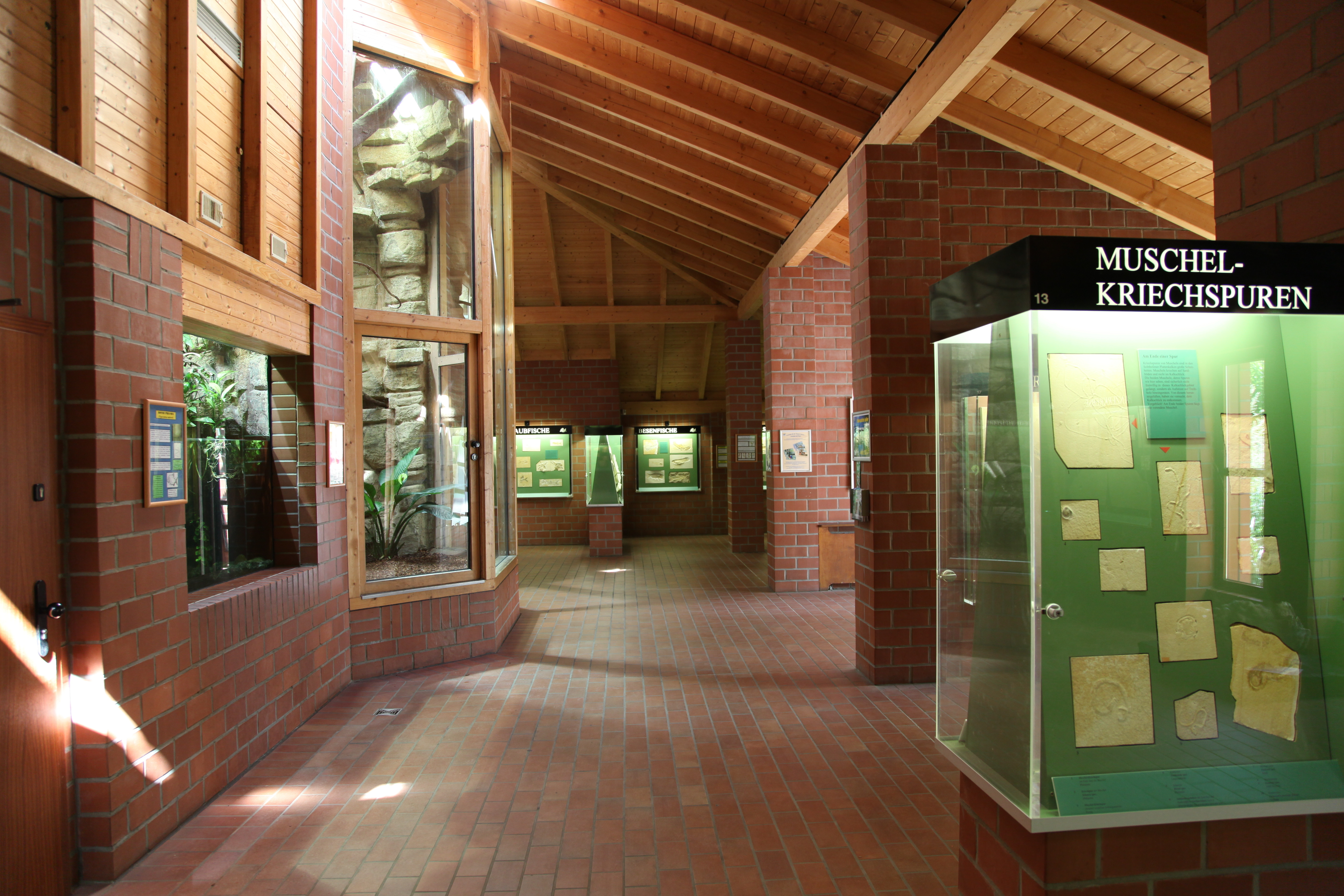
Im Fossilium

Außerdem gibt es Greifvögel, Seychellen-Riesenschildkröten und einen Streichelzoo mit Schafen, Ziegen und Alpakas zu sehen.
Seit dem 1. August 2012 leitet der bisherige stellvertretende Zoodirektor Ralf Slabik den Tierpark. Seit 2013 ist der Tierpark Bochum mit seinem Fossilium Mitglied der Vereinigung Westfälischer Museen e. V. (VMV).
2016 eröffnete der Tierpark als erster Zoo in Nordrhein-Westfalen und zweiter Zoo in Deutschland eine Schau-Futterküche. Durch ein großes Panoramafenster können die Besucher den Tierpflegern bei der Futterzubereitung zusehen und über eine Gegensprechanlage Fragen zu den Fressgewohnheiten der Tiere stellen. Eine interaktive Beschilderung mit zahlreichen Mitmachstationen bindet die Besucher zusätzlich ein.

## Arten- und Naturschutzprojekte
Der Tierpark Bochum ist Mitglied des Europäischen Zoo- und Aquarienverbandes (EAZA), des Verbandes der Zoologischen Gärten (VdZ), der Deutschen Tierparkgesellschaft (DTG), des Arbeitskreises der NRW-Partnerzoos, des Verbandes deutschsprachiger Zoopädagogen (VZP), des Berufsverbandes der Zootierpfleger e. V., der Bundesarbeitsgruppe Kleinsäuger e. V, der Deutschen Gesellschaft für Herpetologie und Terrarienkunde e. V.(dght), des Vereins Sphenisco – Schutz des Humboldt-Pinguins e. V., der Tierschutzstiftung Bochum, des Tierschutzvereins Bochum, Hattingen und Umgebung e. V., der Vereinigung Westfälischer Museen e. V. (VWM) und Partner der Stiftung Artenschutz. Er beteiligt sich an verschiedenen Europäischen Erhaltungszuchtprogrammen (EEP) und arbeitet eng mit diversen Naturschutz- und Bildungseinrichtungen zusammen. Kooperationspartner sind unter anderem der Naturschutzbund Deutschland, die Ruhr-Universität Bochum  und der Tauchsportverband NRW e. V (TSV NRW).
Im Januar 2016 wurde der Tierpark als Ökoprofit-Betrieb ausgezeichnet.
Als erster Zoo Deutschlands erhielt der Tierpark Bochum im März 2016 das AMS-Zertifikat, nachdem er sein Arbeitsschutz-Managementsystem von der VBG nach nationalen und internationalen Standards prüfen ließ und alle berufsgenossenschaftlichen Arbeitsschutzkriterien erfüllte.

## Umweltbildung und Zooschule
Die heutige Zooschule des Bochumer Tierparks wurde 1988 auf dem Gelände des Zoos errichtet und nach ihrer Förderin Else Baltz benannt. Ganzjährig bietet die Zooschule Unterricht für Kindergartenkinder und Schulklassen aller Schularten an. Darüber hinaus gibt es spezielle Angebote für Kindergeburtstage, Erwachsene und Senioren sowie für Menschen mit einer Demenzerkrankung oder mit Handicaps.
Ein weiterer Schwerpunkt liegt auf der Organisation von Workshops, Veranstaltungen (Vorträge, Familienfeste, Aktionstage, Abendführung u. a.). Die Zooschule des Bochumer Tierparks versteht sich als eine Einrichtung zur Bildung für Natur-, Umwelt-, Tier- und Artenschutz sowie für nachhaltige Entwicklung. Als außerschulischer Lernort ist der Tierpark Bochum Mitglied der Naturschutz- und Umweltakademie NRW (NUA). Die dazugehörende Kampagne Schule der Zukunft – Bildung für Nachhaltigkeit des Landes NRW fördert die Bildung für nachhaltige Entwicklung in Schulen und Kindertagesstätten sowie außerschulischen Lernorten. Als Teil des Netzwerks der Herner und Bochumer Schulen und Partner wurde der Tierpark Bochum bereits zweimal für die Jahre 2009 bis 2012 und 2012 bis 2015 von der Landesregierung ausgezeichnet.

## Tiere im Tierpark

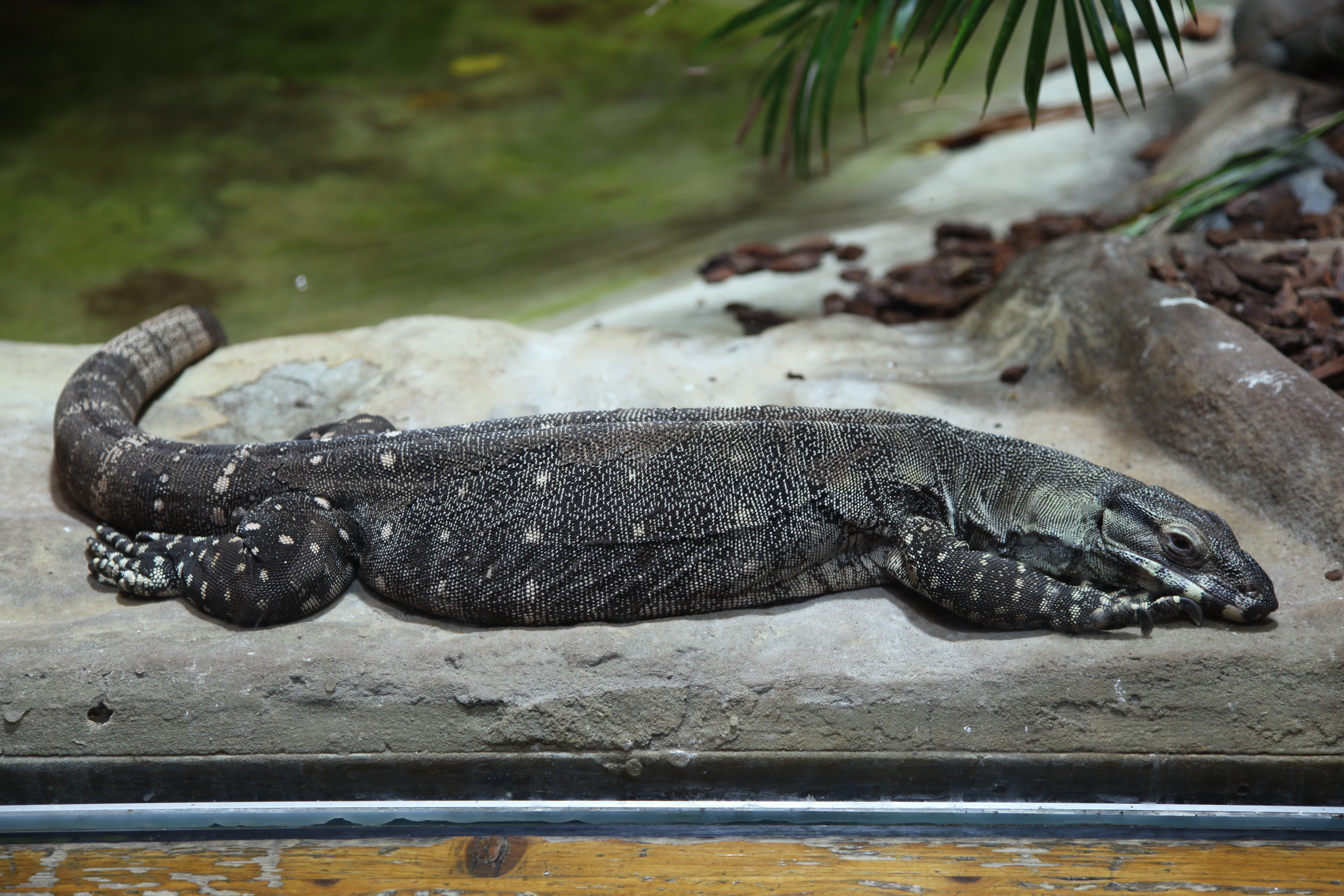
Buntwaran
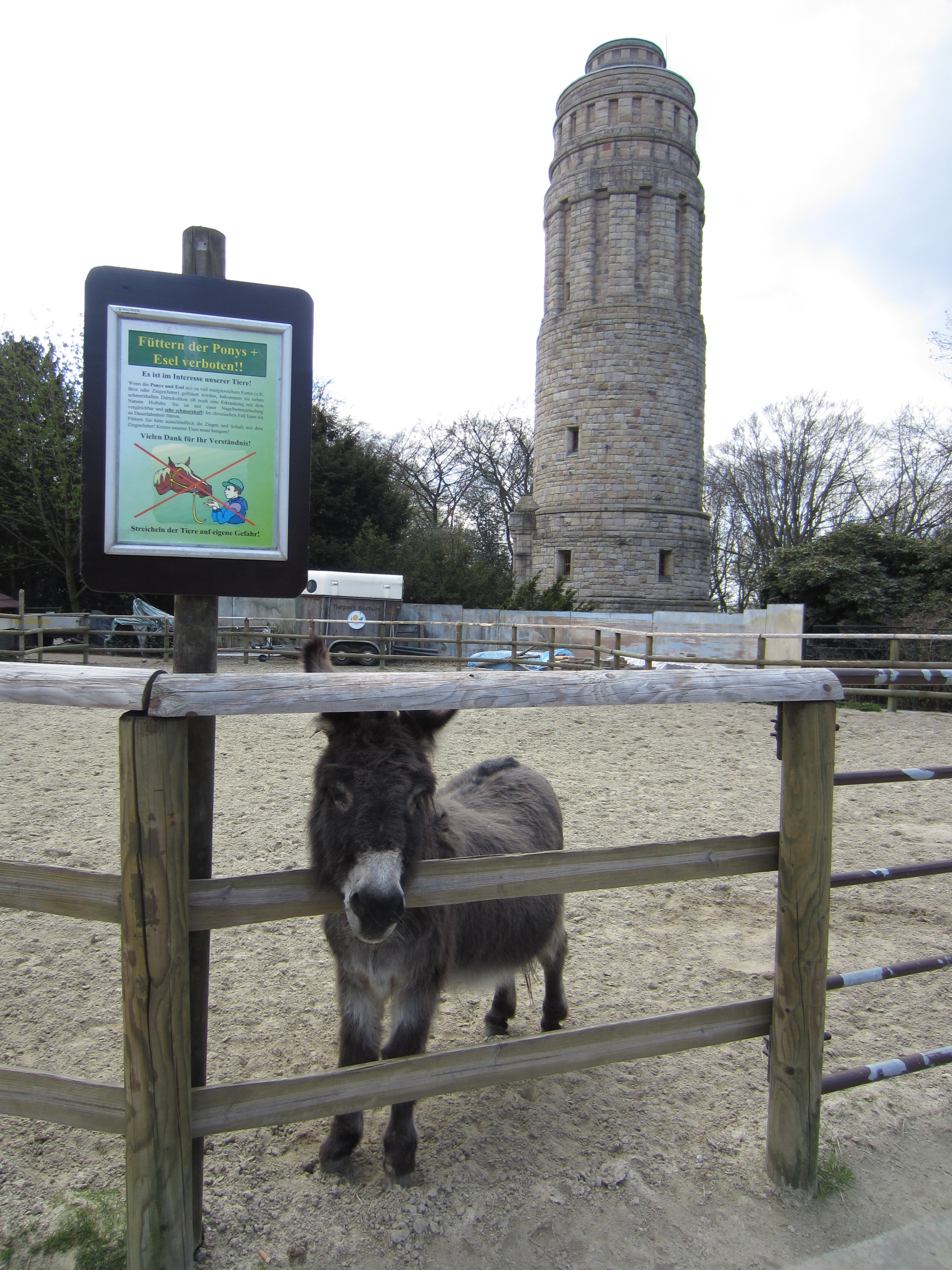
Hausesel mit dem Bismarckturm
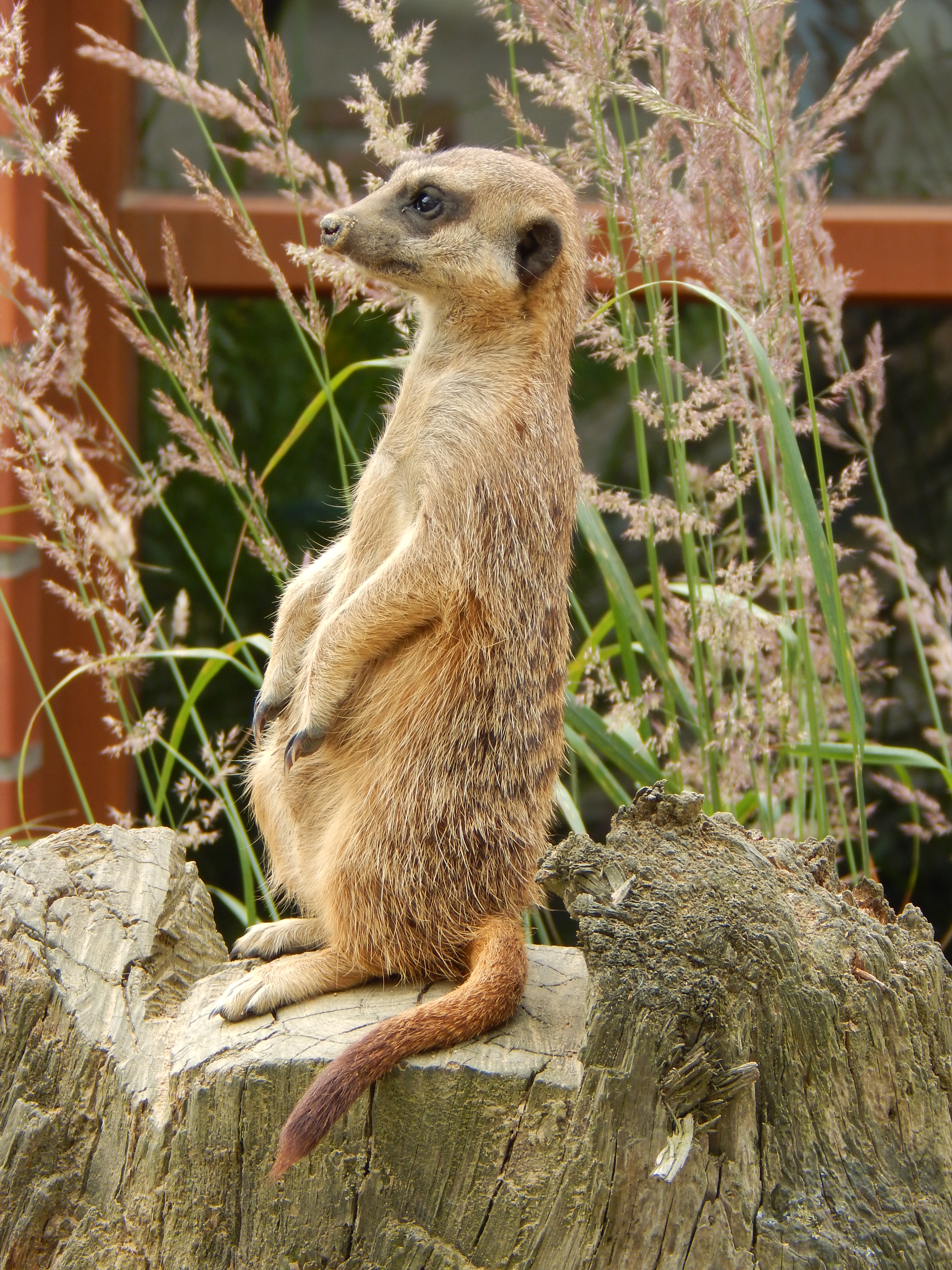
Erdmännchen
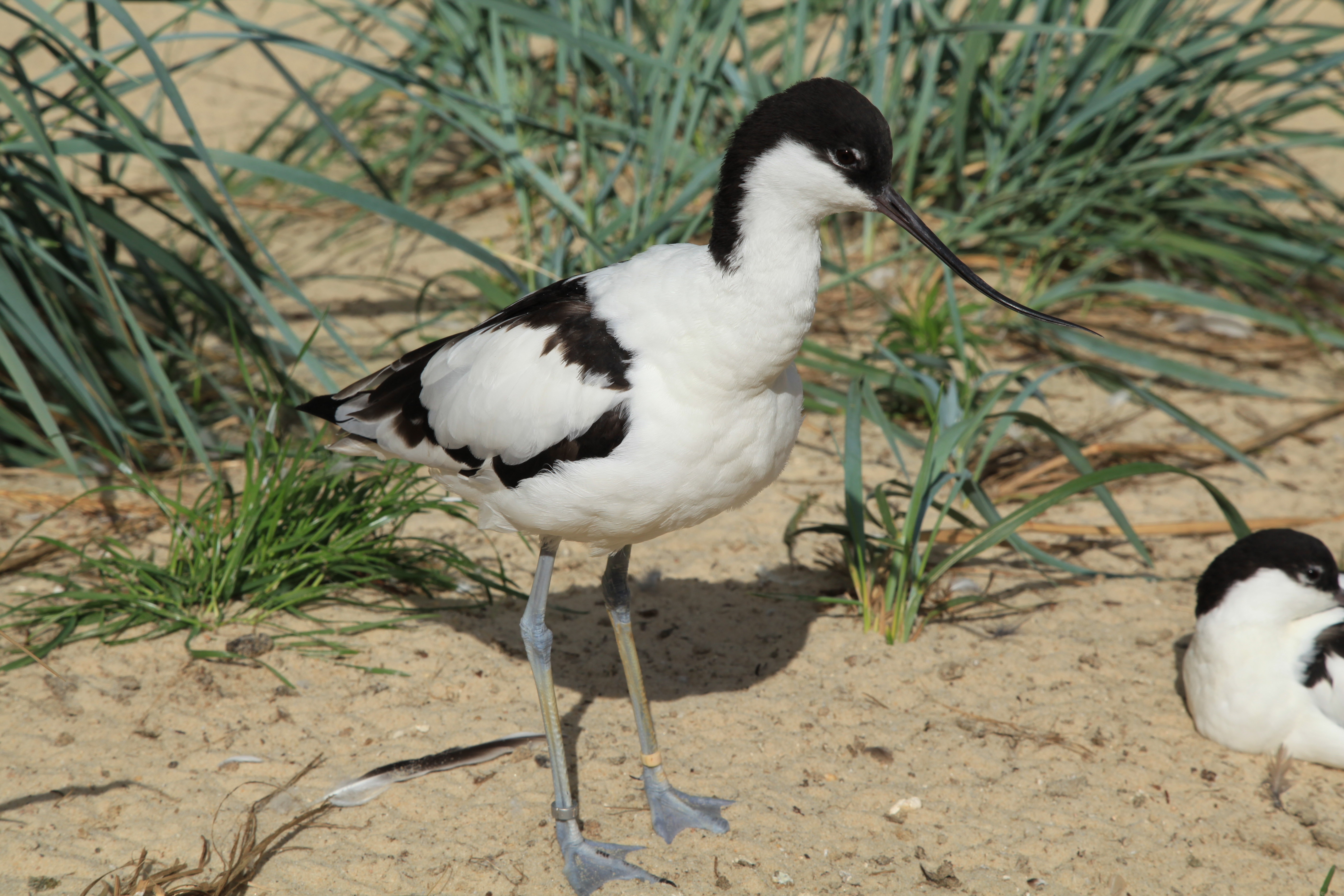
Säbelschnäbler